# 信南交通
信南交通株式会社（しんなんこうつう）は、長野県飯田市に本社を置く南信地方のバス会社。

## 概要
飯田市、下伊那郡で一般路線バスを運行しているが、主力は飯田市と東京・名古屋方面への高速バス運行である。なお、一般路線バスについては2010年4月に自主路線をすべて廃止し、南信州地域交通問題協議会の委託による広域バスとコミュニティバスの飯田市民バスを運行している。
1980年代前半までは赤字続きで、1983年に同じ県内の川中島自動車が会社更生法適用を申請していることから、一部では信南交通も倒産寸前とまで言われてしまう状況であった。ところが、中央高速バス新宿線を運行開始した翌年度の決算では単年度黒字を計上したことから、「高速バスに救われたバス事業者」の代表例として紹介されることも多い。一方で、2000年代半ば以降は規制緩和によるツアーバスの台頭で、各路線バス会社の稼ぎ頭だった高速バスは減収が続き、信南交通も例外ではない。

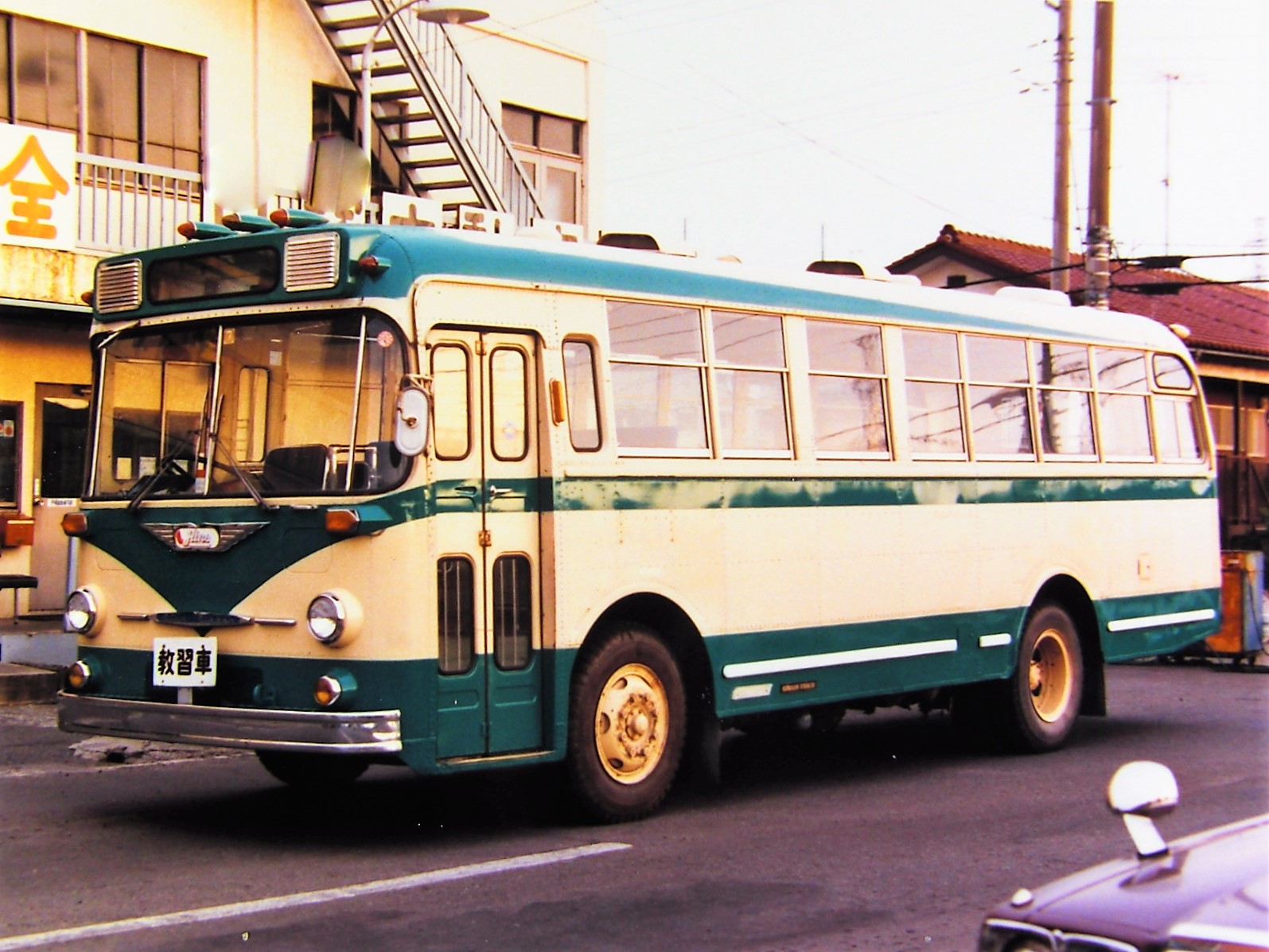
信南交通から自動車学校に譲渡されたセンターアンダーフロアエンジンバス　日野BT51　1967年式

天竜舟下りの運営会社でもあったがコロナ禍の影響を受けて2022年（令和4年）1月11日に天竜舟下りからの撤退を発表した。

## 沿革
- 1945年（昭和20年） - 戦時統合に伴い、中南信地方（伊那地方・木曽地方）のバス業者（南信自動車、大平自動車、御嶽自動車、伊那自動車）を統合して成立。
- 1949年（昭和24年） - 木曽地方を御嶽自動車商会（現・おんたけ交通）、上伊那地方を伊那自動車（現・伊那バス）にそれぞれ分離。
- 1950年（昭和25年） - 国道19号、国道153号経由の飯田 - 長野間定期バス（通称「みすず急行バス」）の運行を開始。伊那自動車（現・伊那バス）、松本電気鉄道、川中島自動車（後の川中島バス）と共同運行。
- 1952年（昭和27年） - 国道153号足助、根羽経由の飯田 - 名古屋間定期バス（名飯線、通称「名飯急行バス」）を名鉄と共同で運行開始。なお、この路線は1938年（昭和13年）に当時の名鉄自動車、尾三自動車（ともに現・名鉄バス）、南信自動車が運行を開始したものの、戦時中の燃料統制で運休に追い込まれ、この年に運行再開したものである。
- 1967年（昭和42年） - 天竜船下り株式会社発足。信南交通の船舶部門を同社に移管[4]。
- 1975年（昭和50年） - 中央自動車道・恵那山トンネル開業に伴い、名飯線を名鉄と共同運行のまま高速道路経由に載せ替え中央道高速バス（当時は「中央道特急バス」）として、増便・値下げも行う。
- 1976年（昭和51年） - 名鉄、伊那バスと共同で伊那 - 名古屋間に高速バス運行開始。
- 1978年（昭和53年） - みすず急行バス運行休止。
- 1984年（昭和59年） - 飯田・伊那 - 新宿間に高速バス運行開始（中央高速バス）。
- 1985年（昭和60年） - 前年まで赤字続きだったが、この年には単年度黒字を計上。「高速バスに救われたバス会社」として、バス業界で大きく話題になる。
- 1988年（昭和63年） - 飯田・伊那 - 松本・長野間に高速バス運行開始（みすずハイウェイバス）。上記「みすず急行バス」のリバイバル路線である。
- 1992年（平成4年） - 飯田・伊那 - 横浜間に高速バス運行開始。
- 1993年（平成5年） - 飯田・伊那 - 大阪間に高速バス運行開始。
- 1994年（平成6年） - 飯田 - 大阪間の高速バス運行休止。2系統の運行を維持するほどの需要がないため、伊那線に一本化。
- 1998年（平成10年） - 飯田 - 中津川間に高速バス運行開始（いいなかライナー号）。利用者が少ない路線のうち飯田市内のみを走行する路線（久堅、千代、大休の各線）について、新設の「市内循環線」と併せ、飯田市が主体で運行する「市民バス」に移管（引き続き信南交通が運行を受託）。
- 2003年（平成15年） - 飯田 - 中津川間の高速バスから撤退。駒場（阿智村） - 根羽間、昼神温泉 - 清内路間廃止。前者は「飯伊西部コミュニティバス」に、後者は清内路村営バスに移管。
- 2010年（平成22年）4月 - 一般路線バスの自主運行から撤退。全路線が自治体からの委託運行に移行。
- 2011年（平成23年）10月 - 飯田駅前発券所を開設。
- 2018年（平成30年）9月1日 - 天竜船下り株式会社を併合し、天竜舟下り事業部 を発足する[5][4]。
- 2021年（令和3年）10月9日 - 昼神温泉発券所を開設[6]。
- 2022年（令和4年）1月11日 - 「天竜舟下り」からの撤退を発表[3]。

## 発券所
乗車券・定期券・回数券を取り扱うところを　発券所とさす。
- 飯田駅前発券所
- 伊賀良発券所
- 昼神温泉発券所[6]

## 車両
かつては骨董品級のバスが数多く存在していた。特に、日野自動車が昭和30〜40年代に製造した「センターアンダーフロア」という珍しいエンジン配置のバスは和田や早稲田の営業所に昭和60年代まで残っていた。そのうちの1台は引退後に「日本バス友の会」で保存され、2006年、映画「フラガール」に登場した他、別の1台は横浜市にある自動車学校に譲渡され、大型2種教習車として活用された。
現在は、三菱ふそう製の車両が主である。路線バスの一部に日野製（レインボー・ブルーリボンシティ・リエッセ）の車両が導入されている。

## 運行バス路線

### 高速バス
詳細は、各高速バス路線のリンク先を参照のこと。

#### 運行路線

##### 名古屋線
- 飯田⇔名古屋（名鉄バスセンター） （名鉄バスと共同運行）

一部昼神温泉経由
- 箕輪・伊那市・駒ヶ根市⇔名古屋（名鉄バスセンター）（伊那バス・名鉄バスと共同運行)

飯田・名古屋系統は、急行バス時代からの「名飯線（めいはんせん）」が正式な路線名であり、現在でも各種統計ではこの名称を使用している。

##### 新宿線

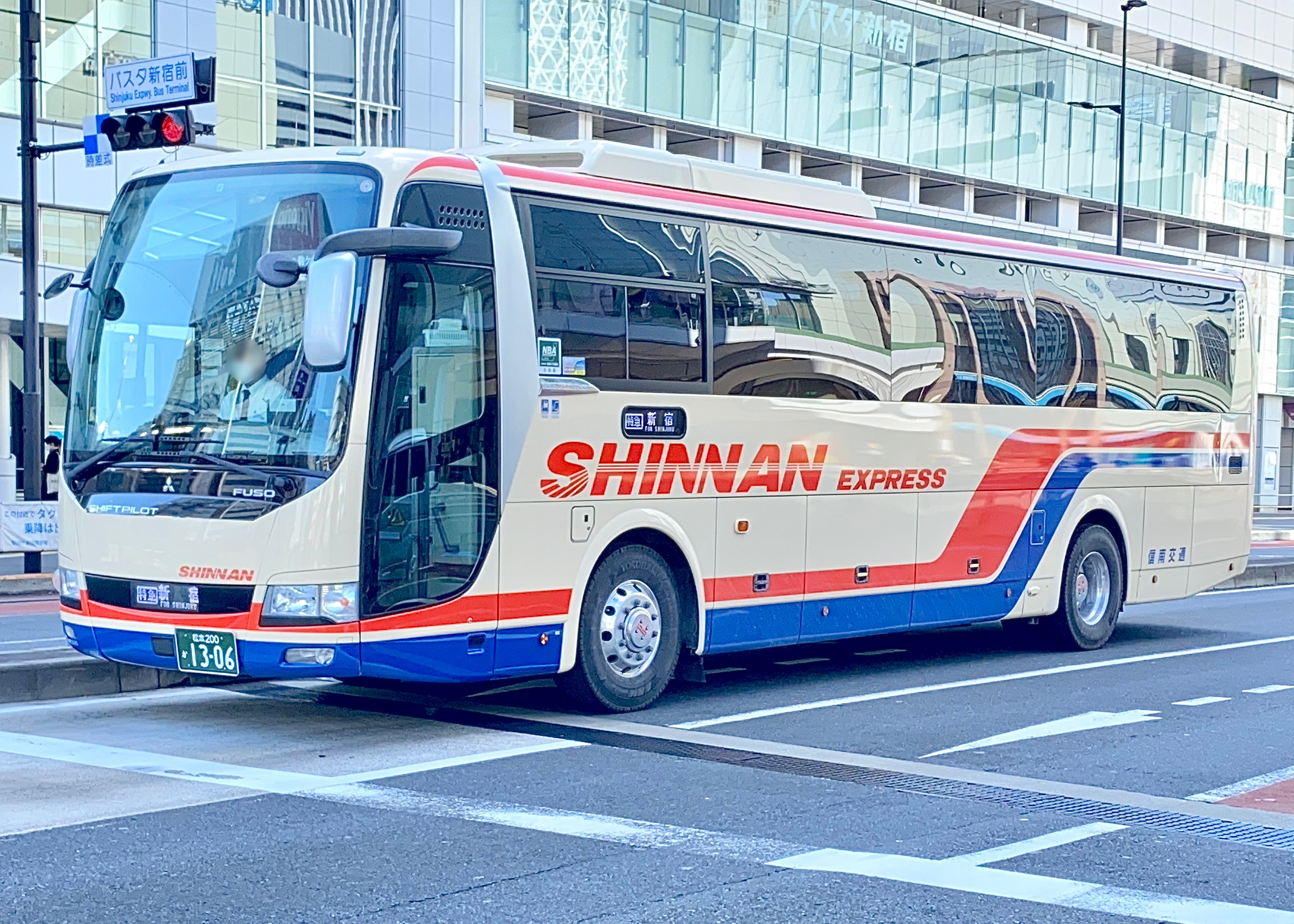
新宿線

- 飯田⇔新宿（京王バス・アルピコ交通諏訪支社・伊那バスと共同運行）

飯田営業所担当便、伊那バス松川営業所担当便、京王バス東担当便は、無線LANサービスがある。
- 駒ヶ根・伊那⇔新宿（京王バス・伊那バス・フジエクスプレス・山梨交通と共同運行）

飯田営業所担当便、伊那バス駒ヶ根営業所担当便、京王バス担当便は、無線LANサービスがあり、コンセントを備えている。山梨交通担当便でも無線LANサービスが始まった。

##### 長野線
- みすずハイウェイバス飯田・駒ヶ根・伊那⇔長野（伊那バス・アルピコ交通長野支社と共同運行）[7][8][9]

#### 業務支援路線
甲府線
- 名古屋駅・中央道昼神温泉・上飯田・高森⇔甲府駅・竜王

運行会社は山梨交通とJR東海バスだが、長野県側3停留所が当社のエリアであるため、2013年12月1日から予約業務に加わった。
- 飯田・駒ヶ根・伊那⇔立川駅南口・拝島車庫（南大沢駅）

運行会社は京王バス南・伊那バス・立川バス
信南交通は運行に参画していないが、飯田営業所の車両停泊・乗務員休憩設備を京王バス南と立川バスに使用させている。

### 路線バス
従来は、飯田市街から郊外の各町村等を結ぶ幹線系統が主流であったが、マイカー利用増大に伴う利用者減により、相次いで路線が整理された。平成期まで残った路線についても、一部はコミュニティバスや乗合タクシーに移管されている。2010年4月にすべて移管され、駒場線・阿島循環線は2009年4月1日より、「南信州地域交通問題協議会」がダイヤを策定し、信南交通が受託運行する形態となっている。
他方高齢化社会の到来、商業地・医療施設の移動、通学高校生の利用者確保といった時代の要請もあり、近年はこれら施設等を経由する路線・系統の新設という形での路線再編も進行している。

#### 広域バス
本社（飯田）営業所担当系統
- 駒場線
  - （飯田高校） - 飯田駅前 - <切石/市立病院> - 大瀬木 - 中村 - 山本 -（阿智高校）- 駒場（曽山入口）- 昼神温泉

平日朝夕の一部は、阿智高校経由、市立病院経由および、飯田高校発着あり。
飯田市街から切石、伊賀良、山本地区を経て阿智村の駒場へ至る、数少ない幹線系統のひとつ。かつては駒場から先、伍和方面、園原方面、根羽・名古屋方面、清内路・南木曽方面への系統もあったが、乗客減等の事情により廃止（一部はコミュニティバス移管）された。市立病院経由は、アップルロード開通と飯田市立病院移転に対応する形で開設された。
近年は、高校生の通学時間帯に各高校へ延長または経由する系統が追加されている。阿智高経由の追加や高松（飯田高校）への延長はその例である。市立病院経由の系統も、沿線に飯田OIDE長姫高校や下伊那農業高校があることから、高校生の利用も少なからずある。
駒場方の終点は「駒場」の先「曽山入口」である。同停留所の近くに折返し施設（俗に「駒場車庫」とも呼ばれる）がある。以前は車両を停泊していた。
- 阿島線
  - 飯田駅前 - 市立病院 - 阿島 - 座光寺 - イオン前 - 飯田高校 - 飯田駅前（阿島橋循環）

喬木村・豊丘村方面への路線。河野線・市田循環線等が縮小され、他方で市立病院を経由するようになり、現在の系統体系となっている。
和田（遠山）営業所担当系統
平成に入り、旧南信濃村および旧上村からの受託運行となった。後に両村が飯田市に合併され、事実上「市民バス」に近い位置づけとなっている。
- 平岡線
  - 和田 - 満島 - 平岡駅前

飯田線平岡駅と遠山郷を結ぶ系統。
- 遠山郷線
  - かぐらの湯・和田 - 上村 - 程野 -（矢筈トンネル）- 市立病院 - 飯田駅前

矢筈トンネル開通に伴い、遠山郷と飯田市内を直結すべく、従来の程野系統を延長させた系統。同線の開通により、遠山郷から飯田市内への通学も可能となった。

#### コミュニティバス
飯田市民バス
- 大休循環線（おおやすみ）
  - 飯田駅前 - 砂払 - 多摩川精機 - 大休 - 西の原団地 - 砂払 - 飯田駅前

旧大平線（飯田 - 大休 - 大平峠 - 三留野（南木曽））の末裔。
- 久堅線（ひさかた）
  - 飯田駅前 - 市立病院 - 松尾 - 下久堅 - 上久堅 - 平栗車庫
- 千代線
  - 飯田駅前 - 市立病院 - 時又 - 龍江 - 千代 - 法全寺
- 市内循環線
  - 飯田駅前 - 上山 - 一色 - 名古熊 - 市立病院 - 鼎 - 加賀沢橋 - 飯田駅前

新設系統。旧市街（丘の上）とアップルロード地区を結ぶ。最近は増便が続いている。
- 三穂線
  - 飯田駅前 - 市立病院 - 三日市場 - 下中村 - 三穂 - 立石

喬木村民バス
- 氏乗線
  - 飯田駅前 - 市立病院 - 小川渡 - 富田 - 氏乗 - 矢筈こんにゃく
  - 交流センター - 富田 - 氏乗 - 矢筈こんにゃく
- 喬木大島線
  - 飯田駅前 - 市立病院 - 阿島（北保育所）- 三枚添 - 喬木大島
  - 交流センター - ビーワン前 - 阿島（北保育所）- 三枚添 - 喬木大島

#### 乗合バス
- 丘のまちプチバス「プッチー」（電動小型バス、最高時速15km、土日祝日限定、運賃無料、乗車定員10人、2025年の運行は4月5日から11月30日まで。雨天運休）
  - 飯田駅前 - 飯田市美術博物館前 - 合同庁舎 - 飯田市立動物園前 - 三連蔵前 - 飯田駅前（りんご並木、飯田市立中央図書館、川本喜八郎人形美術館等でも降りられる[10]）

#### 定期観光バス
- 妻籠・馬籠－昼神温泉間定期観光バス『つまご★まごめ号』[11]
  - 2021年運行開始。季節運行となっており、2021年は8月4日～11月23日の毎日運行となっている。
  - 昼神温泉発の便は、妻籠で散策時間が設けられている。
  - 昼神温泉バス停は高速バス名古屋線と共通の位置（駒場線『ガイドセンター前』バス停）となっている。また、妻籠 - 馬籠間の利用は不可。

### 廃止された路線・系統

#### 一般路線
- 旧名飯線（急行）：飯田 - 駒場 - 根羽 - 足助 - 四郷 - 今池 - 名古屋

1975年8月23日廃止
- 旧長野線（急行）：飯田 - 伊那市 - 塩尻 - 松本 - 信州新町 - 長野
- 根羽線：飯田 - 駒場 - 浪合 - 平谷 - 根羽

駒場 - 根羽は西部コミュニティバスに移管
- 園原線：飯田 - 駒場 - 昼神 - 園原（神橋）

道路事情で、小型バス（三菱ローザ）での運行だった
1985年10月に廃止され、阿智村営バスに移管
- 清内路線：飯田 - 駒場 - 昼神 -（清内路・長田屋前）- 清内路峠 - 妻籠 - 南木曽

駒場 - 清内路間は阿智村営バスに移管
- 伍和線：飯田 - 駒場 - 伍和（堀割）

駒場 - 伍和間は阿智村営バスに移管
かつては下條村山田河内まで乗り入れていた
- 山本・伊那谷道中線：飯田 - 山本支所 - 杵原広場 - 伊那谷道中

かつて伊豆木まで乗り入れていた
1969年4月廃止
- 大平線：飯田 - 大休 - 大平峠 - 妻籠 - 南木曽
- 大休線：飯田 - 大休

飯田市民バスに移管（上記参照）
- 新田線：飯田 - 上黒田 - 上市田 - 新田（選果場前）

かつては上片桐駅まで乗り入れていた
- 上市田線：飯田 -（市立病院）- 上黒田 - 上市田 - 市田厚生連病院

2009年3月31日に廃止され、乗合タクシーに移管
- 市田循環線：飯田 - 座光寺 - 市田 - 田村 - 阿島 - 伊久間 - 飯田
- 河野線：飯田 - 伊久間 - 阿島 - 田村 - 河野

かつては松川町福与まで乗り入れていた
1992年3月廃止
- 市田線（旧田村線）：飯田 - 伊久間 - 阿島 - 田村 - 市田厚生連合病院

2009年3月31日廃止
- 喬木大島線：飯田 - 阿島 - 喬木大島

喬木村民バスに移管（上記参照）
- 富田・氏乗線：飯田 - 小川渡 - 富田 - 氏乗

喬木村民バスに移管
- 久堅線：飯田 - 松尾 - 下久堅 - 上久堅 - 平栗

飯田市民バスに移管
- 千代線：飯田 - 時又 - 龍江 - 千代

飯田市民バスに移管
- 泰阜線：飯田 - 松尾 - 千代 - 平島田
- 旧三穂線：飯田 - 松尾 - 川路 - 三穂
- 名古熊線：飯田 - 鼎 - 名古熊
- 殿岡線：飯田 - 上山 - 一色 - 殿岡
- 門島線：早稲田 - 富草 - 門島
- 福島線：市田駅 - 田村 - 伴野 - 福島

豊丘村営バスに移管
- 堀越線：市田駅 - 田村 - 堀越

豊丘村営バスに移管
- 佐原線：市田駅 - 田村 - 佐原

豊丘村営バスに移管
- 八重河内線：和田 - 八重河内

乗合タクシーに移管
- 長姫高校（おさひめこうこう）線：鼎駅前→下農入口→長姫高校前
- 三日市場線：飯田駅前 - 一色 - 三日市場 - 運動公園 - 中村車庫
- 市街地循環線：飯田駅前 - 丸山 - 大宮神社 - 飯田駅前 - 県合庁 - 郵便局 - 飯田駅前
- 阿南線：温田駅前 - 早稲田 - 下条 - 川路 - 市立病院 - 飯田駅前

南部公共バスに移管
- 新野・売木線：温田駅前 - 早稲田（車庫前）- 巾川 - 新野支所前 - 売木 - こまどりの湯

南部公共バスに移管
- 和合線：温田駅前 - 早稲田（車庫前）- 巾川 - 和合

阿南町民バスに移管

#### 高速路線

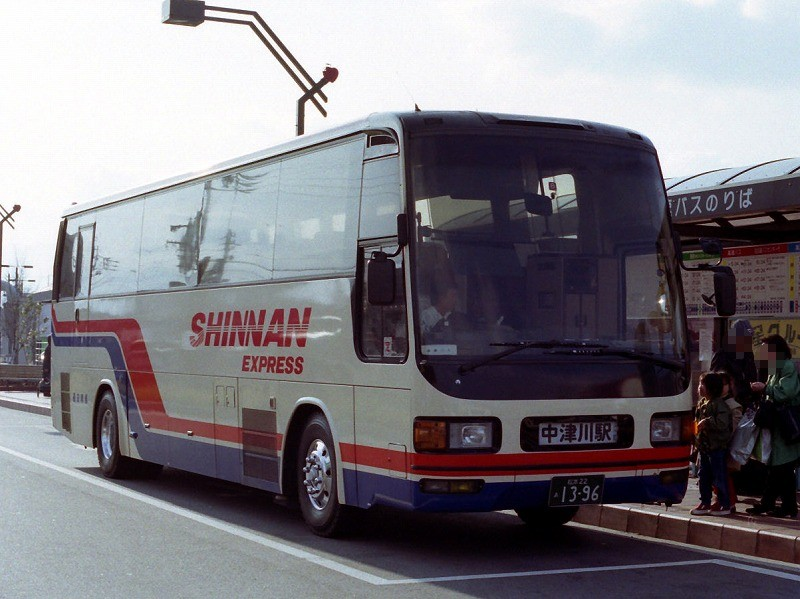
いいなかライナー号

##### いいなかライナー号
- 岐阜県中津川市と長野県飯田市を結ぶ高速バスであった[12]。
- ジェイアール東海バスと共同運行で、55人乗りハイデッカー車が使用されていた。
- すでに運行されている中央道高速バスに対抗する形で、特急「しなの」と乗り継ぎで名古屋 - 飯田間を最速1時間40分程度で結ぶ[13]速達性をセールスポイントとした路線として開設。「しなの」の自由席特急料金込みで割り引き、1枚あたりの価格が中央道高速バスの名古屋 - 飯田間の運賃より安価な「名古屋・飯田しなの&バス回数券」も発売された。
- しかし、競合する中央道高速バスは乗り換えずに名古屋方面へ向かうことができる[14]ことから、乗換えが必要な「いいなかライナー」は不利であった。さらに飯田 - 東京の中央高速バス飯田線の1便平均乗車人員は28人なのに比べて、中央道高速バスの同人員は20人と名古屋方面への需要が決して多くないことから、運行開始当初の12往復という設定は明らかに供給過剰であった[15]。路線開設の目的とは裏腹に、利用者は飯田 - 中津川の相互利用者が主で、1便あたりの乗車人員はわずか6.3人であった[16]。
- 料金面の対策として、接続列車を「セントラルライナー」に変更し、「セントラルライナー」の乗車整理券込みで割り引いた「名古屋・飯田ライナー&バス回数券」も発売されたものの、中津川駅での乗換えが必要なことには変わりがなく、しかもセントラルライナーが多治見 - 中津川間各駅停車ということも災いして、結局乗客は増えることはなく、2003年に信南交通が撤退した後は積極策はとられることもないまま、翌2004年には運行廃止となった。
- 運行廃止が決定されると、飯田市では中央道高速バスの中津川インター停車を陳情[17]し、飯田線の一部便が中津川インターに停車していたこともあったが、現在、飯田駅 - 中津川駅のバス連絡は飯田線の馬籠バス停を下車して北恵那交通の馬籠線の路線バスに乗り換えるか、伊那線の上飯田バス停 - 中津川インター間のバス利用しかない。

直行便
- 中津川駅 - 淀川 - 三菱工場前 - 中央道馬篭 - 中央道昼神温泉 - 伊賀良 - 飯田駅

昼神温泉経由便
- 中津川駅 - 淀川 - 三菱工場前 - 中央道馬篭 - 園原 - 昼神温泉 - 阿智 - 伊賀良 - 飯田駅

歴史
- 1998年（平成10年）4月25日 - 1日12往復で運行開始。JR東海バスと信南交通の共同運行。
- 1999年（平成11年）7月1日 - 1日11往復に減便。一部便を昼神温泉経由とする。
- 2000年（平成12年）2月1日 - 「セントラルライナー」との接続を重視したダイヤに変更。
- 2003年（平成15年）2月1日 - 1日7往復に減便。信南交通が撤退。昼間の便については特急「しなの」接続となった。
- 2004年（平成16年）10月15日 - 廃止。

##### ベイブリッジ号
- 横浜市と長野県飯田市を結ぶ高速バスであった。信南交通は京急観光バス（以前は京浜急行バス）とともに2008年3月15日の運行をもって撤退。以降は伊那バスの単独運行[注 3]。

2008年3月15日までの停車停留所
- 横浜駅東口バスターミナル - 中央道辰野 - 中央道箕輪 - 伊那インター - 伊那バスターミナル - 沢渡 - 宮田 - 駒ヶ根バスターミナル - 駒ヶ根インター - 飯島 - 松川 - 高森 - 上飯田 - 伊賀良 - 飯田バスセンター

路線沿革
- 1990年（平成2年）12月20日 - 運行開始。当初は昼行便2往復と夜行便1往復を運行。所要時間は昼行便が5時間20分、夜行便が7時間。
- 1993年（平成5年）9月1日 - 夜行便廃止。
- 2005年（平成17年） - 横浜側の運行会社を京急観光バスに移管。
- 2008年（平成20年）3月15日 - この日の運行をもって信南交通と京急観光バスが運行休止、伊那バスの単独運行となる（乗車券販売等は継続）。

##### アルペン伊那号
- 大阪市と長野県箕輪町を結ぶ高速バスであった。信南交通は2022年9月1日の運行をもって撤退。以降は伊那バスと阪急観光バスの共同運行。

運行経路
- 箕輪 - 箕輪町役場入口 - 伊北IC前 - 中央道箕輪 - 伊那IC前 - 伊那バスターミナル - 沢渡 - 宮田 - 駒ヶ根バスターミナル - 駒ヶ根IC - 飯島 - 松川 - 高森 - 上飯田 - 伊賀良 - 駒場 ⇔ 京都深草 - 高速長岡京 - 名神高槻 - 千里ニュータウン - 新大阪 - 大阪（阪急梅田駅）- ユニバーサル・スタジオ・ジャパン (USJ)

運行回数
- 1日2往復。

路線沿革
- 1989年（平成元年）12月22日 - 伊那バス・阪急バスの2社により大阪 - 伊那市間の運行を開始。
- 1991年（平成3年）6月 - 信南交通が参入。
- 1992年（平成4年）2月1日 - 大阪 - 飯田線（アルペン飯田号）運行休止により、上飯田バス停が飯田市内への最寄りとなる。
- 2012年（平成24年）11月1日 - 伊賀良バス停への停車を開始。名神茨木停車を廃止。これにより当バス停が飯田市内への最寄りとなる。
- 2013年（平成25年）12月21日 - 名神大山崎バス停を廃止、高速長岡京バス停を新設。
- 2015年（平成27年）4月1日 - 阪急バスが運行業務を阪急観光バスへ移管。
- 2016年（平成28年）9月1日 - 午前の箕輪発便（阪急観光バス担当）及び午前の大阪発便（伊那バス・信南交通担当）がユニバーサル・スタジオ・ジャパン (USJ) 発着に変更。
- 2017年（平成29年）
  - 5月18日 - 同年11月までの予定で、伊那バスターミナルの改築工事に伴い伊那市の停留所を約1キロメートル南の伊那バス本社付近に移動。
  - 12月7日 - 伊那バスターミナル改築工事が終了。この日の運行便から再び伊那バスターミナル発着に戻る。またバス停名を「伊那市」を「伊那バスターミナル」、「駒ヶ根市」を「駒ヶ根バスターミナル」にそれぞれ変更。

- 2022年（令和4年）9月1日 - この日の運行をもって信南交通が撤退、伊那バスと阪急観光バスの共同運行となる（乗車券販売等は継続）。

## 天竜舟下り
1967（昭和42）年に信南交通の船舶部門が独立して天竜舟下り株式会社が発足したが、リニア中央新幹線開業を機に高速バスの収入が減収になる可能性もあるため、地元基盤を作るために再度買収した。
しかし、コロナ禍で打撃を受け、このままではバス事業も維持できなくなるとして、2022年（令和4年）1月11日に「天竜舟下り」からの撤退を発表した。天竜舟下りの事業は、南信州リゾートが信南交通から引き継ぎ「天竜川和船下り」として2023年4月15日から再出発することになった。

## 注記
1. 1 2  信南交通株式会社 第77期決算公告
2. ↑  バス・ジャパン第4号に「巨額の赤字」と書かれている
3. 1 2 3  「天竜舟下り」撤退　信南交通　窮状訴え　地域の観光関係者は打撃を懸念 信濃毎日新聞、2022年1月12日閲覧。
4. 1 2 3  信南交通が天竜舟下りを吸収合併　安定した経営基盤で集客強化図る
5. ↑  合併のお知らせ
6. 1 2
7. ↑  “公衆無線LANサービス Wi2 300｜リムジン・高速バス”. wi2 300.   ワイヤ・アンド・ワイヤレス. 2013年3月12日閲覧。
8. ↑  “高速バス 長野線 - 飯田→長野”.   信南交通. 2013年3月12日閲覧。
9. ↑  “高速バス 長野線 - 長野→飯田”.   信南交通. 2013年3月12日閲覧。
10. ↑  電気小型バス「プッチー」を運行します（2025年3月25日更新） - 飯田市
11. ↑  妻籠・馬籠－昼神温泉間定期観光バス運行のお知らせ
12. 1 2  “バス路線新紀行「次、とまります」（70） JR東海バス 信南交通 いいなかライナー（中津川-飯田高速線）”. 交通新聞 (交通新聞社):  p. 2. (1998年8月6日)
13. ↑  中央道高速バスの名古屋 - 飯田間は最速約2時間。
14. ↑  その中央道高速バスも採算性は悪くなく、利益は出ていたがあまり大きいものではなかった。
15. ↑  もっとも、中京圏のバロメーターとして引き合いに出されるエイデンに象徴されるように、文化・経済的には飯田都市圏は名古屋指向の強い地域であり需要は決して少なくないが、飯田 - 小牧が100km弱と気軽に車で移動できる距離にあることから、自家用車での移動が大きな比重を占めているものと考えられる。
16. ↑  1999年1月1日の信濃毎日新聞記事より。
17. ↑  2004年10月3日の南信州新聞社記事より。
18. ↑  『鉄道ジャーナル』第32巻第7号、鉄道ジャーナル社、1998年7月、145頁。
19. 1 2 3  “広島-長崎など4路線 高速バス開設を免許”. 交通新聞 (交通新聞社):  p. 1. (1990年11月16日)
20. ↑  長野側は、伊那バス 信南交通 隔日交代運行
21. ↑  信南交通 沿革
22. ↑  “高速バス　大阪線変更のお知らせ”.   信南交通 (2012年11月1日). 2012年11月4日閲覧。
23. ↑  阪急バス 高速長岡京 新設について 2013年11月22日発表
24. ↑  “一部路線の運行会社変更について” (PDF).   阪急バス (2015年3月28日). 2015年4月6日閲覧。
25. ↑  “【大阪線】ユニバーサル・スタジオ・ジャパン発着について（9/1）”.   伊那バス (2016年8月18日). 2016年8月18日閲覧。
26. ↑  “高速バス｢大阪－伊那・箕輪線｣停留所(「伊那市」)一時移設について”.   阪急バス (2017年4月25日). 2019年7月7日閲覧。
27. ↑  “高速バス 伊那バス新ターミナル営業開始について”.   新南交通 (2017年11月15日). 2019年7月7日閲覧。
28. ↑  “高速バス 大阪線運行会社変更について”.   信南交通 (2022年8月29日). 2022年8月29日閲覧。
29. ↑  「天竜川和船下り」、4月15日に本格オープン　南信州リゾートが再出発の式典 信濃毎日新聞、2023年2月21日閲覧。